# Верхньокугенерське сільське поселення
Ве́рхньокугене́рське сільське поселення (рос. Верхнекугенерское сельское поселение) — муніципальне утворення у складі Сернурського району Марій Ел, Росія. Адміністративний центр — присілок Верхній Кугенер.

## Історія
Станом на 2002 рік існували Верхньокугенерська сільська рада (присілки Велика Мушка, Верхній Кугенер, Вєткино, Енермучаш, Йошкар Ушем, Кучукенер, Марі-Купта, Нижній Кугенер, Пекпулатово, Шунсола) та Лаж'яльська сільська рада (присілки Великий Торешкюбар, Лаж'ял, Пікурка, Полдиран, Середній Торешкюбар, Тамшинер).

## Населення
Населення — 2349 осіб (2019, 2541 у 2010, 2246 у 2002).

## Склад
До складу поселення входять такі населені пункти:
| Населений пункт               | Населення, осіб (2002) | Населення, осіб (2010) |
| ----------------------------- | ---------------------- | ---------------------- |
| Велика Мушка, присілок        | 260                    | 290                    |
| Великий Торешкюбар, присілок  | 218                    | 230                    |
| Верхній Кугенер, присілок     | 346                    | 376                    |
| Віткино, присілок             | 36                     | 32                     |
| Енермучаш, присілок           | 101                    | 113                    |
| Йошкар-Ушем, присілок         | 12                     | 21                     |
| Кучукенер, присілок           | 63                     | 70                     |
| Лаж'ял, присілок              | 327                    | 388                    |
| Марі-Купта, присілок          | 6                      | 5                      |
| Нижній Кугенер, присілок      | 168                    | 190                    |
| Пекпулатово, присілок         | 30                     | 28                     |
| Пікурка, присілок             | 13                     | 24                     |
| Полдиран, присілок            | 124                    | 140                    |
| Середній Торешкюбар, присілок | 163                    | 180                    |
| Тамшинер, присілок            | 272                    | 327                    |
| Шунсола, присілок             | 107                    | 125                    |